# Hyphessobrycon columbianus
Hyphessobrycon columbianus is een zoetwatervis uit het geslacht Hyphessobrycon. De vis komt van oorsprong voor in de Rio Acandi in Colombia. Het is een tamelijk sociale vis, en een alleseter.
De Hyphessobrycon columbianus is een scholenvis die graag in een school van circa 10 soortgenoten zwemt.
De Hyphessobrycon columbianus is goed te kweken (zowel in een gezelschapsaquarium als in een kweekaquarium) en is een vrijlegger.
1. ↑  (en) Hyphessobrycon columbianus op de IUCN Red List of Threatened Species.